# Gustavo Artacho
Gustavo Leonardo Artacho (Buenos Aires, 15 de setembre de 1967) va ser un ciclista argentí que va combinar la carretera amb el ciclisme en pista. Va participar en els Jocs Olímpics d'Atlanta de 1996.

## Palmarès
- 1992
  - 1r a la Rutes d'Amèrica
- 1993
  - 1r a la Volta a Cordoba
- 1996
  - 1r a la Doble Bragado
- 2004
  - Vencedor d'una etapa a la Cyclefest
- 2007
  - Vencedor d'una etapa a la Volta per un Xile Líder
- 2008
  - 1r al Mount Holly-Smithville